# Марков, Сергей Леонидович

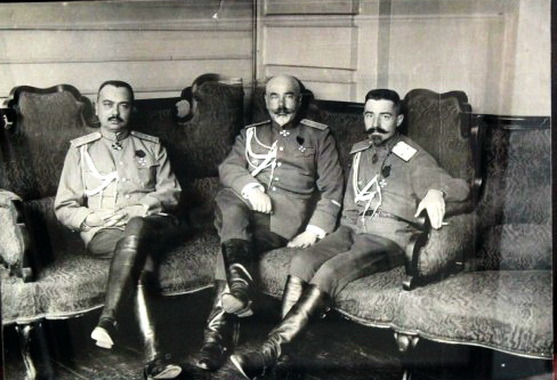
Генералы (слева направо) Юзефович, Деникин и Марков в Ставке Главнокомандующего, 1917 год

Серге́й Леони́дович Ма́рков (7 (19) июля 1878, Санкт-Петербургская губерния — 12 (25) июня 1918, Ставропольская губерния) — русский военачальник, военный учёный и преподаватель, генерал-лейтенант, политический деятель (контрреволюционер, монархист), один из лидеров белого движения.
Георгиевский кавалер. Участник Русско-японской войны. Военный преподаватель Академии Генерального штаба (1911—1914, 1916). Военачальник Первой мировой войны, — начальник штаба 4-й стрелковой «железной» дивизии (1914—1915), командир 13-го стрелкового полка этой же дивизии (1915—1916). Заместитель начальника оперативного отдела штаба Ставки Верховного Главнокомандующего, затем начальник штаба Западного и Юго-Западного фронтов (1917). Генерал-лейтенант Генерального штаба (1917). Как поддержавший Корниловское выступление арестован Временным правительством, участник Бердичевского и Быховского сидений генералов (1917).
Участник Гражданской войны (1918). Первопоходник. Один из лидеров «белого» движения на Юге России и организаторов Добровольческой армии. Получили известность личная храбрость и тактическое мастерство, продемонстрированные Марковым в ходе боёв с «красными» на Кубани:47.
Погиб в бою у села Шаблиевка 12 (25) июня 1918 года в начале Второго Кубанского похода. Культовый герой в среде Добровольческой армии:47, именем Маркова был назван Офицерский полк, а затем блок цветных частей (марковцы).

## Биография

### Происхождение и семья
Сергей Леонидович Марков родился 19 (7) июля 1878 года в Санкт-Петербургской губернии в семье офицера, потомственного московского дворянина православного вероисповедания.
В книге В. В. Бондаренко «Легенды Белого дела», изданной в серии ЖЗЛ в 2017 году, впервые приведены данные о том, что местом рождения С. Л. Маркова был город Кронштадт, где служил его отец — командир артиллерийской батареи подполковник Леонид Васильевич Марков (1839—1887), участник Среднеазиатских походов; интересно, что именно поручик Л. В. Марков в 1866 году был направлен к императору Александру II с донесением о взятии Ходжента. Там же приводятся сведения о семье Л. В. Маркова: его жену звали Вера Евгеньевна Аллар, а кроме Сергея, у супругов родились Леонид (1879), Борис (1880) и Евгений (1883). В. Е. Аллар-Маркова была дочерью московского врача Евгения Морисовича Аллара (1808—1862), который, в свою очередь, был сыном эмигранта из Франции Мориса-Жерара Аллара (1779—1847), известного в Москве книготорговца.
Семья

Дети генерала Маркова: слева сын Леонид, справа дочь Марианна (Ди́тя)

- Жена — Марина (Марианна) Павловна (1884—1972), урождённая княжна Путятина, дочь действительного статского советника[4], археолога князя Павла Арсеньевича Путятина (1837—1919).
- Дети — сын Леонид, родился 24 декабря 1907 года (6 января 1908 года), и дочь Марианна, родилась 11 (24) июня 1909 года[4]. Весной 1920 года семья эвакуировалась из Новороссийска, после Второй мировой войны жила в Бельгии[6], а в 1950-х годах дети генерала Маркова переехали в США.

Семья Маркова через родство с князьями Путятиными дружила и тесно взаимодействовала с семьёй Рерихов. Жена Маркова Марианна Павловна являлась кузиной русского религиозного философа Елены Рерих.

### Образование и начало военной службы
Окончил в 1895 году Первый Московский кадетский корпус с отличием и 26 августа (8 сентября) того же года был зачислен в Константиновское артиллерийское училище (Санкт-Петербург). По окончании, по 1-му разряду, 3-х классов училища, 8 (21) августа 1898 года был произведен из портупей-юнкеров в подпоручики (со старшинством в чине с 12.08.1896) с зачислением по полевой пешей артиллерии и с прикомандированием в Лейб-гвардии 2-ю артиллерийскую бригаду (Санкт-Петербург). Служил младшим офицером в 5-й батарее. 6 (19) августа 1899 года был переведен в Лейб-гвардии 2-ю артиллерийскую бригаду; подпоручик гвардии со старшинством с 08.08.1898. В сентябре 1899 года был назначен делопроизводителем 5-й батареи.
Интересуясь военными науками, в 1901 году принял решение поступать в Николаевскую академию Генерального штаба (Санкт-Петербург). В октябре того же года сдал двойной конкурсный экзамен и был зачислен в младший класс Академии. Во время учёбы 6 (19) декабря 1902 года был произведен в поручики гвардии (старшинством с 08.08.1902). Окончив в Академии два класса по 1-му разряду и дополнительный курс «успешно», 31 мая (12 июня) 1904 года получил, «за успехи в науках», чин штабс-капитана гвардии:9. По окончании учёбы в Академии, 8 (21) июня 1904 года был причислен к Генеральному штабу.

### В Русско-японской войне

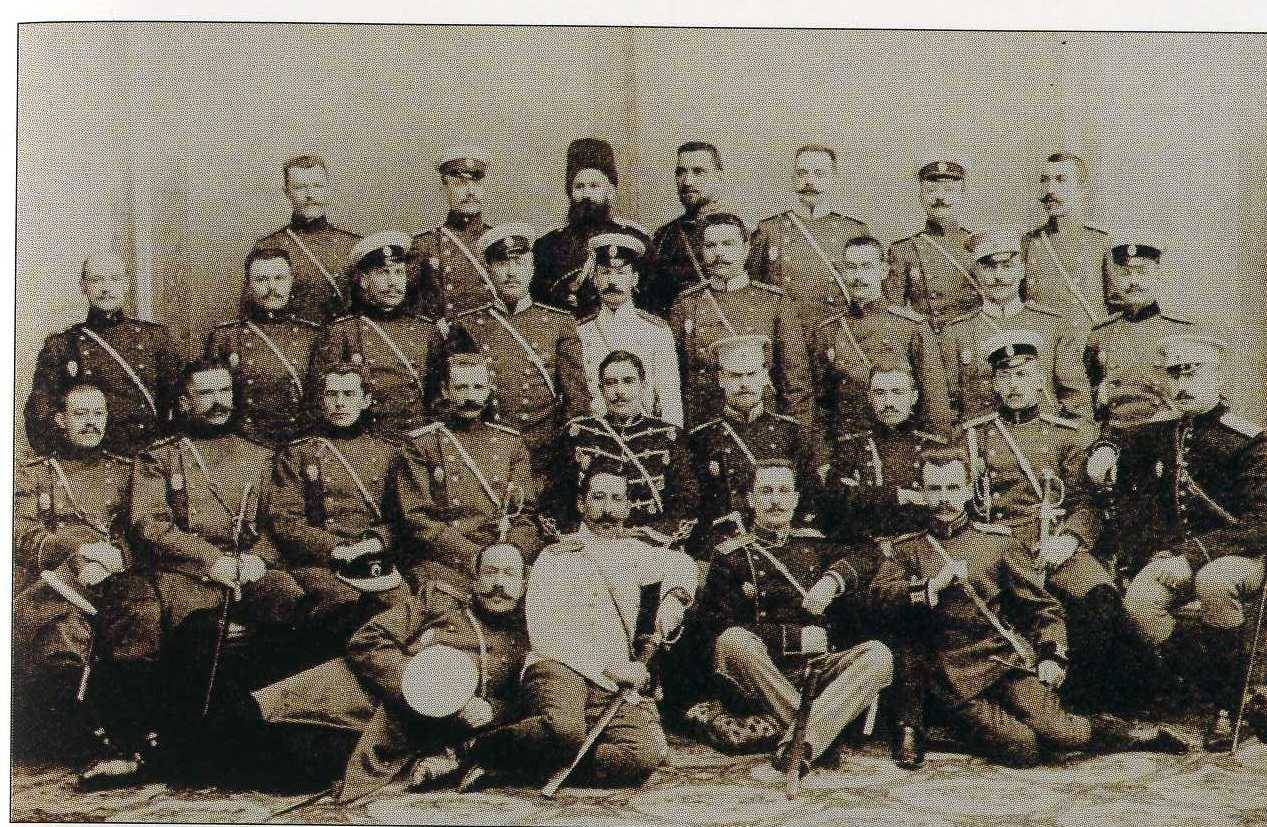
Офицеры Генштаба в распоряжении наместника на Дальнем Востоке,
1904 год. Во втором ряду третий справа штабс-капитан С. Л. Марков

После окончания Академии добровольцем отправился в Маньчжурию, на Русско-японскую войну:59. В июле 1904 года начал службу во 2-й Маньчжурской армии в Управлении начальника военных сообщений в городе Ляоян. С 7 августа передан в распоряжение генерал-квартирмейстера, 8 августа через Военно-топографическое отделение получил задание осуществить разведку дорог и местности в направлении от Ляояна до Мукдена и между Мукденом и Сыпингайскими высотами:60. Состоял при штабе 1-го Сибирского армейского корпуса и обеспечивал его связь с Маньчжурской армией. С 16 по 19 августа участвовал в боях у деревни Шоушаньпу и на «высоте 99»:10. С 22 августа во главе группы офицеров обеспечивал маршрутную разведку путей отступления русской армии от Мукдена до Телина:10.
С сентября по декабрь 1904 года — офицер Генерального штаба в штабе Восточного отряда Маньчжурской армии. В это время, 3 октября, в бою на Новгородской (по другим данным — Путиловской:60) сопке был ранен его брат Леонид Марков, подпоручик 86-го Вильманстрандского полка, который скончался в лазарете 13 октября:10.
6 декабря, в результате расформирования штаба Восточного отряда, назначен в штаб 1-го Сибирского армейского корпуса. Участвовал в сражении при Сандепу 12–16 января 1905 года:61 и в Мукденском сражении в феврале — марте 1905 года.
4 (17) июня 1905 года произведен в капитаны, с переводом в Генеральный штаб и с назначением старшим адъютантом штаба 1-го Сибирского армейского корпуса:61. За боевые заслуги с лета 1904 по февраль 1905 года был награждён пятью орденами: Св. Анны 4-й степени с надписью «За храбрость» и 3-й степени с мечами и бантом, Св. Станислава 2-й и 3-й степени с мечами, Св. Владимира 4-й степени с мечами и бантом:28. По итогам Русско-японской войны написал брошюру «Ещё раз о Сандепу» (1911) и главу в коллективном исследовании «Русско-японская война в сообщениях Николаевской академии Генерального штаба» (1906).

### В межвоенный период
20 октября (3 ноября) 1905 года переведен в распоряжение начальника штаба Варшавского военного округа:28. Проходил строевой ценз в качестве командира 4-й роты лейб-гвардии Финляндского полка:61 с 5 (18) декабря 1905 года по 10 (23) января 1907 года. С 4 января 1907 года — старший адъютант штаба 16-й пехотной дивизии, с июня 1907 по январь 1908 года — помощник старшего адъютанта штаба Варшавского военного округа:61. С июня 1908 по октябрь 1911 года — помощник начальника делопроизводителя в отделе генерал-квартирмейстера Главного управления Генерального штаба:29. 6 (19) декабря 1909 года произведен в Генерального штаба подполковники со старшинством с 29.03.1909.

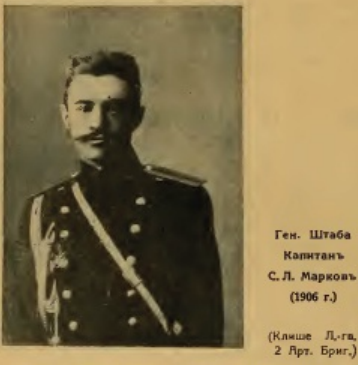
Сергей Марков в чине капитана, 1906 год

В межвоенный период был награждён двумя иностранными орденами — черногорским орденом князя Даниила Первого 3-й степени и Бухарской золотой звездой 3-й степени — и получил разрешение на их ношение 12 (25) сентября 1908 года и 25 июля (7 августа) 1911 года соответственно. C 3 (16) мая по 3 (16) августа 1910 года находился в командировке в Германии «с целью усовершенствования знаний немецкого языка». Согласно предположениям исследователя биографии Маркова Н. Калиткиной, именно к периоду этой командировки относится выполнение им секретного задания по фотографированию усовершенствованных фортов немецкой крепости Торн:61—62.
С 1908 года преподавал тактику, военную географию и русскую военную историю в Павловском военном училище и Михайловском артиллерийском училище. Был вместе с полковником Георгием Гиссером соавтором учебника «Военная география России. Исследование отдельных театров военных действий» (1-е издание — 1909, 2-е — 1911) и учебника «Военная география иностранных государств» (1911). Участвовал в подготовке учебника «География внеевропейских стран» (1915). Издал «Записки по истории Русской армии. 1856—1891». С 8 (21) октября 1911 года — штатный преподаватель в Николаевской военной академии:31—32.

### В Первой мировой войне

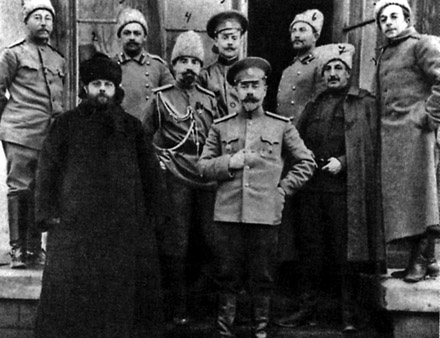
Штаб 4-й стрелковой бригады, начальник штаба бригады Марков в центре по правую руку от Деникина, 21 декабря 1914 года, Осек, Польша

С началом Первой мировой войны переведен в действующую армию и назначен начальником разведывательного отделения управления генерал-квартирмейстера штаба армий Юго-Западного фронта. С 22 сентября (5 октября) 1914 года — начальник управления генерал-квартирмейстера, с 22 октября — начальник штаба 19-й пехотной дивизии:62. В составе дивизии участвовал с 28 по 30 октября в блокаде крепости Перемышль, а с 30 октября по 26 ноября 1914 года — во всех основных боях дивизии в Карпатах в районе Дуклинских проходов. За участие в этих боях позднее, 18 (5) февраля 1915 года, был награждён мечами к ордену Святой Анны 2-й степени:39.

#### В 4-й стрелковой дивизии
7 (20) декабря 1914 года принял должность начальника штаба 4-й стрелковой бригады (затем — 4-я стрелковая «железная» дивизия) под командованием генерал-майора Антона Деникина. С этого периода начинается активное сотрудничество и дружба Маркова с Деникиным, которые затем продолжились в 1917 году во время командования Деникиным фронтами Русской императорской армии (Марков неизменно состоял при нём начальником штаба), а также в Добровольческой армии (где Марков одним из первых выразил доверие Деникину при его вступлении в командование армией после гибели Лавра Корнилова). 15 (28) января 1915 года был награждён орденом Святого Владимира 3-й степени.
Приехал он к нам в бригаду, никому не известный и нежданный: я просил штаб армии о назначении другого. Приехал и с места заявил, что только что перенёс небольшую операцию, пока нездоров, ездить верхом не может и поэтому на позицию не поедет. Я поморщился, штабные переглянулись. К нашей «запорожской сечи», очевидно, не подойдёт — «профессор»… Выехал я со штабом к стрелкам, которые вели горячий бой впереди города Фриштака. Сближение с противником большое, сильный огонь. Вдруг нас покрыло очередью шрапнели. Что такое? К цепи совершенно открыто подъезжает в огромной колымаге, запряжённой парой лошадей, Марков — весёлый, задорно смеющийся. — Скучно стало дома. Приехал посмотреть, что тут делается… С этого дня лёд растаял, и Марков занял настоящее место в семье «железной» дивизии:40.

##### Командование 13-м стрелковым полком
14 (27) февраля по личной просьбе с разрешения Деникина временно вступил в командование 13-м стрелковым генерала-фельдмаршала Великого князя Николая Николаевича полком этой же 4-й стрелковой бригады. Непосредственный начальник Деникин и сам Марков многократно просили утвердить его командиром полка, но не позволяла это сделать «мёртвая линия старшинства», по которой в очерёдности кандидатов он постоянно находился во втором десятке. С мая 1915 года Деникин неоднократно представлял Маркова к чину генерала, но ходатайство отклоняли из-за молодости кандидата:41
В июле 1915 года за бой под Творильней Марков был награждён орденом Святого Георгия 4-й степени:62. Со своим полком добился успехов в боях под Журавиным, Горыньей, Перемышлем, Луцком, Чарторыйском:43. В августе награждён Георгиевским оружием:62—63. 5 октября (22 сентября) утверждён в должности командира полка:42. В октябре 1916 года произведен в генерал-майоры.
Весной 1916 года готовил свой полк к участию в предстоящем наступлении Юго-Западного фронта. По настоянию Ставки Верховного Главнокомандования из-за некомплекта офицеров Генерального штаба, а также согласно порядку вступления в командование дивизией был повторно назначен начальником штаба 4-й стрелковой дивизии. В конце апреля сдал командование полком полковнику Петру Непенину:44.

#### На Кавказском фронте и в Академии Генштаба
20 апреля (3 мая 1916 года), в чине генерал-майора, по причине нехватки офицеров Генерального штаба на руководящих должностях в крупных действующих на фронтах соединениях, назначен начальником штаба 2-й Кавказской казачьей дивизии:45. Новое назначение потребовало его перемещения на Кавказский фронт. В «прощальном» приказе о переводе Маркова его начальник Деникин написал:

Послужной список начальника штаба 2-й Кавказской казачьей дивизии полковника Сергея Маркова от 6 августа 1916 года. Первая и вторая страницы документа.

В тяжёлые дни Творильни полковник Марков принял 13-й стрелковый полк. С тех пор, сроднившись с ним, в течение более года с высокой доблестью, самоотверженно и славно провёл его через Журавин, Зубовецкий лес, Мыслятычи, по крестному пути отхода армий, через Дюксин, Олешву, Новоселки, Должицу и Будки. Нам всем и памятны, и дороги эти имена. С чувством искреннего сожаления расставаясь со своим сотрудником (по штабу), соратником и другом, желаю ему на новом фронте признания, счастья и удачи
— Деникин А. И. Глава X. Генерал Марков // Очерки русской смуты. — Т. I. Крушение власти и армии (февраль-сентябрь 1917).
Выехал на Кавказ и 12 (25) мая 1916 года, прибыл к новому месту несения службы. Принимал личное участие в боях на Кавказском фронте.
Осенью 1916 года был вызван в Николаевскую академию Генерального штаба для чтения лекций по общей тактике для первых ускоренных курсов:63. Был не удовлетворён уходом с фронта и подал прошение о возвращении в строй. Согласно воспоминаниям Василия Павлова, Марков попрощался со своими слушателями словами: «Всё это, господа, вздор, сухая теория! На фронте, в окопах — вот где настоящая школа. Я ухожу на фронт, куда приглашаю и вас!»:45

#### В штабах армий и фронтов
С  1 (14 января) 1917 года Сергей Марков — генерал для поручений при командующем 10-й армией генерале Владимире Горбатовском. В начале февраля находился в Петрограде в служебной командировке, который покинул накануне Февральской революции.  10 (23 марта) получил приказ выехать через Минск в Брянск для успокоения солдатского гарнизона города, застал его бунт и он, как генерал, едва не стал жертвой самосуда. В конце марта был избран в офицерско-солдатский комитет штаба 10-й армии, в котором участвовал до середины апреля, выезжал оратором в воинские части, агитировал личный состав за продолжение войны:48—49. В марте — апреле был назначен на должность 2-го генерал-квартирмейстера штаба Верховного Главнокомандующего, где снова встретился с Деникиным, назначенным в конце марта начальником штаба Верховного главнокомандующего. С  28 (15 апреля) — командующий 10-й пехотной дивизией.  12 (25 мая) переведён в Ставку и назначен 2-м генерал-квартирмейстером при Верховном главнокомандующем. С 10 июня — исполняющий должность начальника штаба армий Западного, с 4 августа — Юго-Западного фронта при командующем фронтами генерале Деникине. 16 августа 1917 года произведен в генерал-лейтенанты.

#### Арест и заключение в Бердичевской и Быховской тюрьмах

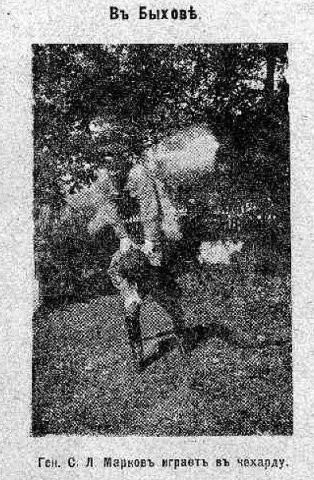
Марков в Быхове играет в чехарду

Активно поддержал Корниловское выступление, за что 11 сентября (29 августа) 1917 года отстранён от должности и арестован вместе с другими генералами Юго-Западного фронта по приказанию комиссара фронта Николая Иорданского. Заключён в Бердичевскую тюрьму, где содержался в камере № 2. 9 октября (26 сентября) вместе с другими генералами во время отправки в Быхов едва не стал жертвой самосуда солдатской толпы, от которой в значительной степени их спас офицер юнкерского батальона 2-й Житомирской школы прапорщиков Виктор Бетлинг. В конце сентября с другими бердичевскими арестованными доставлен в Быховскую тюрьму, где содержались Корнилов и его сподвижники. В тюрьме развлекал себя и других арестованных генералов, организовывая игры в чехарду.
Во время заключения писал в своём дневнике:

Зачем нас судят, когда участь наша предрешена! Пусть бы уж сразу расстреляли… Люди жестоки, и в борьбе политических страстей забывают человека. Я не вор, не убийца, не изменник. Мы инако мыслим, но каждый ведь любит свою Родину, как умеет, как может: теперь насмарку идет 39-летняя упорная работа. И в лучшем случае придётся всё начинать сначала… Военное дело, которому целиком отдал себя, приняло формы, при которых остаётся лишь одно: взять винтовку и встать в ряды тех, кто готов ещё умереть за Родину.
— Гагкуев Р. Г. Генерал Марков // Марков и марковцы / Под ред. В. Ж. Цветкова, сост. Р. К. Гагкуев, Н. Л. Калиткина, В. Ж. Цветков. — книга. — Москва: Посев, 2001. — С. 51. — 552 с. — (Белые воины). — 2000 экз. — ISBN 5-85824-146-8. Архивировано 19 декабря 2013 года.
После падения Временного правительства новая большевистская власть временно забыла об арестованных, и 19 ноября (2 декабря) 1917 года Верховный главнокомандующий Духонин, узнав о приближении к Могилёву эшелонов с большевистскими войсками во главе с прапорщиком Крыленко, грозившими им убийством, и опираясь на привезённый из Петрограда капитаном Чунихиным приказ с печатью Высшей следственной комиссии и подделанными подписями членов комиссии, военных следователей Р. Р. фон Раупаха и Н. П. Украинцева, освободил генералов из тюрьмы Быхова.

### В Гражданской войне

#### Бегство на Дон и участие в создании Добровольческой армии
Законспирировался под «денщика» другого бывшего быховского пленника, генерал-квартирмейстера Ивана Романовского, переодевшегося «прапорщиком», и поездами пробрался на Дон. Часть пути была проделана на экстренном поезде подполковника Павла Кусонского. На вокзале в Харькове встретился с Деникиным, также пробиравшимся на Дон под видом польского гражданского лица:51.
Одним из первых вступил в Добровольческую армию, принимал активное участие в её создании. В задачи Маркова входили срочное формирование частей и приведение их в боевую готовность:51—52. 24 декабря 1917 года (6 января 1918 года) был назначен командующим добровольческими войсками, а в январе принял пост начальника штаба 1-й Добровольческой дивизии. Во время двухмесячного наступления большевиков на Ростов-на-Дону руководил Батайским фронтом, организовав с Морской ротой оборону подступов к городу.

#### Первый Кубанский поход

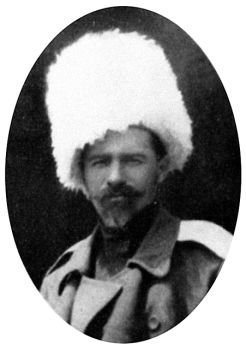
Фото генерала Маркова в его образе первопоходника Добровольческой армии: в белой папахе и меховой куртке, сделанное после окончания Первого Кубанского похода в мае 1918 года в станице Егорлыкской

Немного же вас здесь. По правде говоря, из трёхсоттысячного офицерского корпуса я ожидал увидеть больше. Но не огорчайтесь. Я глубоко убеждён, что даже с такими малыми силами мы совершим великие дела. Не спрашивайте меня, куда и зачем мы идём, а то всё равно скажу, что идём к чёрту на рога за синей птицей:64—65.
В день начала Первого Кубанского похода Добровольческой армии (9 (22) февраля 1918 года) находился в Заречной, откуда по левому берегу Дона вышел к станице Ольгинской:64. 12 (25) февраля принял в командование Сводно-офицерский полк, состоящий из трёх офицерских батальонов, отряда моряков и студенческого батальона генерала Александра Боровского.
Возглавляемые Марковым войска отличились 21 февраля (6 марта) 1918 года в бою под селением Лежанка (первой победе Добровольческой армии в походе), затем в боях у станицы Березанской 1 (13) марта, у станции Выселки 2 (15) — 3 (16) марта, на переправе через реку Лабу у станицы Некрасовской 7 (20) — 8 (21) марта, в бою у станицы Филипповской 9 (22) марта, при переправе через реку Белую 10 (23) марта. Переход полка Маркова в сложных погодных условиях под станцией Ново-Дмитревской и успешное взятие станицы с боем 15 (28) марта 1918 года сделали возможным соединение Добровольческой армии с Кубанской армией:65—66. С 22 марта (4 апреля) принял командование 1-й пехотной бригадой Добровольческой армии.
Во время штурма Екатеринодара части Маркова находились в арьергарде и резерве, поэтому вводились в бой частями. 29 марта (11 апреля) он получил приказ Корнилова «овладеть конно-артиллерийскими казармами, а затем наступать вдоль северной окраины, выходя во фланг частям противника, занимающего Черноморский вокзал». Казармы войсками Маркова были взяты, и его войска закрепились на них, готовясь к новому наступлению:67.
На последнем совещании командиров частей с Корниловым Марков засыпал от усталости, а получив приказ атаковать вернулся в полк и сказал: «У кого есть чистое белье — наденьте, мы атакуем Екатеринодар, но города не возьмем».
Но гибель Корнилова 31 марта (13 апреля) 1918 года отменила дальнейший штурм города.
Выразил полное доверие и подчинился новому командующему Добровольческой армии Деникину, принявшему решение отвести армию от Екатеринодара. В понесшей громадные потери армии принял командование 1-й отдельной пехотной бригадой. 2 (15) апреля 1918 года Деникин издал приказ № 198, в соответствии с которым следовало «Генералу Маркову с частями 1-й бригады выступить из колонии Гначбау в 17 часов и следовать по направлению Медведовской, по взятии которой выставить заслоны к северу и югу по железной дороге, по проходе обоза следовать за ним, составляя арьергард». В обозе армия везла большое число раненых, при нём находились гражданские лица и Главнокомандующий Добровольческой армией генерал от инфантерии Михаил Алексеев. Ночью 1-я бригада Маркова подошла к станице Медведовской:68.

Флаг марковских частей

##### Подвиг генерала Маркова

Рисунок С. Ефремова «Подвиг генерала Маркова», журнал «Часовой», № 30

Особо отличился в бою в ночь со 2 на 3 апреля 1918 года у станицы Медвёдовская, когда энергичные действия генерала Маркова спасли от полного разгрома остатки отступавшей от Екатеринодара Добровольческой армии. В результате проявленной военной хитрости и личного подвига Маркова добровольцы смогли взять железнодорожную станцию Медведовка (Ведмидивка) и станицу Медведовская, захватить и уничтожить один бронепоезд большевиков и заставить отойти второй, взять много трофейных патронов и снарядов, прорвать окружение и уйти от преследования многократно превосходящих советских войск:68.
Результат боя оценивается современной историографией как спасение остатков Добровольческой армии после неудачного штурма Екатеринодара в конце марта 1918 года от окончательного поражения. Бой у станции Медведовская дал возможность остаткам добровольческих сил избежать полного разгрома и продолжить развитие Белого движения на Юге России в 1918—1920 годах:68.
Действия Маркова в этом бою описаны в ряде воспоминаний участников и представителей эмиграции, в частности, в воспоминаниях генерал-лейтенанта Антона Деникина («Очерки русской смуты»), генерал-лейтенанта Африкана Богаевского («Ледяной поход. Воспоминания 1918 г.»), подполковника Василия Павлова («Марковцы в боях и походах за Россию»), члена Государственной думы Льва Половцова («Рыцари тернового венца») и ряда других, а также получили подробное описание в эмигрантской литературе.

##### Завершающая фаза похода

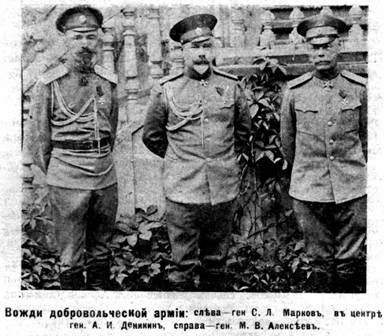
Фотография генералов Ставки мая 1917 года, интерпретированная позднее как фото «Вождей Добровольческой армии». Марков слева, в качестве одного из «Вождей»

В рядах Добровольческой армии Маркова за его значительные военные успехи в Первом Кубанском походе иногда называли «Белый витязь», «шпага генерала Корнилова», «Бог войны», а после боя у станицы Медведовской — «Ангел-хранитель»:52. Историк Руслан Гагкуев пишет, что несмотря на формальную непринадлежность Маркова к вождям Добровольческой армии, его имя получило известность в качестве одного из символов Белого движения:52.
Во второй половине апреля бригада Маркова осуществила набег на станцию Сосыку для пополнения армии оружием, патронами, а также парализации передвижения большевистских войск. Бригада захватила три поезда и 70 пулемётов. 30 апреля (13 мая) с окончанием этой операции завершился Первый Кубанский поход Добровольческой армии. 1 мая (14 мая) его бригада расположилась на отдых в станице Егорлыкской:69, затем Офицерский полк перешёл в оккупированный немцами Ростов-на-Дону.
В перерыве между боями Марков выступал с докладами о политическом положении и результатах Первого Кубанского похода в Ростове-на-Дону и Новочеркасске, посещал раненых и готовил свои части к дальнейшим боевым действиям:69.
С начала июня был назначен командиром 1-й пехотной дивизии Добровольческой армии, в состав которой были включены Офицерский полк, 1-й Кубанский стрелковый полк, батарея артиллерии, Сапёрная команда и Ординарческая команда при Маркове. Отказался от формирования собственного штаба, избрав единственного помощника — полковника Николая Тимановского:69—70.

#### Второй Кубанский поход и гибель

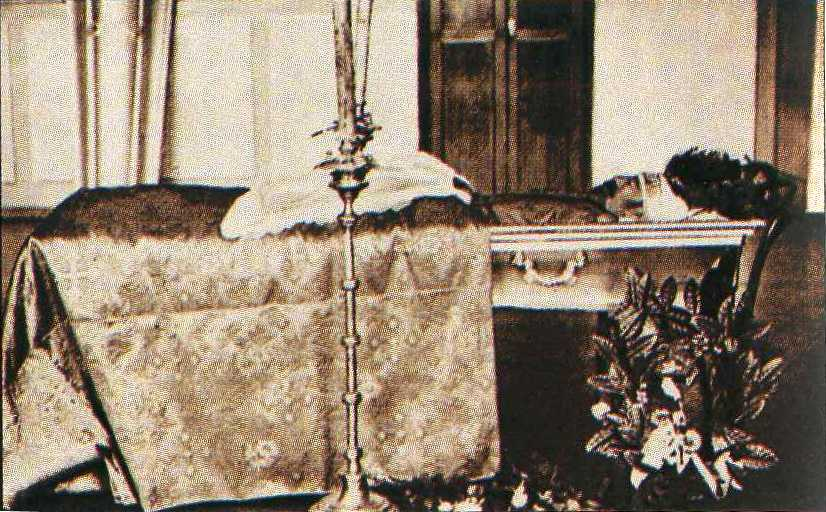
Гроб с телом генерала Маркова в Свято-Вознесенском соборе в Новочеркасске,

Во главе 1-й пехотной дивизии с 9 (22) июня 1918 года совместно с частями 2-й группы Добровольческой армии, 1-й конной дивизией и донскими частями выступил во Второй Кубанский поход. 12 (25) июня со своими частями подошёл к железнодорожной ветке Царицын — Торговая, где встретил сильное сопротивление большевиков у хутора Попова, вблизи станции Шаблиевка. Бой для добровольцев развивался с затруднениями, но к полудню войска Маркова взяли хутор, и большевики начали отходить от Шаблиевки. Марков распорядился выслать несколько сотен пехоты для занятия станции с командой подрывников для порчи путей в направлении станции Великокняжеской, а сам с полковниками Туненбергом и Тимановским перешёл на открытое место и организовал наблюдательный пункт на сложенных шпалах возле станции. В это время с бронепоезда большевиков был открыт огонь по наблюдательному пункту, и граната разорвалась вблизи Маркова, смертельно ранив его в голову и левое плечо:70.
Марков был вынесен из-под огня и размещён неподалёку в доме, где в четвёртом часу ночи 13 (26) июня скончался. В пятом часу утра с почётным караулом 1-й Инженерной роты перевезён на станцию Торговая, к месту расположения штаба Деникина. Деникин, по собственному признанию, тяжело переживший гибель Маркова, написал на его венке: «И жизнь, и смерть — за счастье Родины». Сразу же после получения известия о смерти Маркова 1-й Офицерский полк был переименован приказом Деникина в 1-й Офицерский генерала Маркова полк — один из четырёх «цветных» полков белой армии на Юге России, развёрнутый в октябре 1919 года в Марковскую дивизию:70.
Утром 14 июня гроб с телом Маркова был привезён в Новочеркасск и поставлен в Вознесенском (Войсковом) соборе, а затем перенесён в домовую церковь при Епархиальном училище. У гроба Маркова стали почётные часовые его полка, в течение всего дня в церковь приходил народ, марковцы, несли венки. 15 (28) июня в Вознесенском соборе состоялось отпевание и прощание с генералом:70—71
. Траурную речь у гроба произнёс генерал Михаил Алексеев, который поклонился присутствовавшим на похоронах жене и детям Маркова. Марков был захоронен на военном кладбище Вознесенского собора Новочеркасска.
Судьба захоронения
Захоронение генерала Маркова оказалось утраченным. В отличие от тела Дроздовского, которое было вывезено дроздовцами при отступлении в 1920 году, а также тела Михаила Алексеева, также забранного с собой белыми при отступлении, тело Маркова подшефными частями вывезено не было, в том числе и по причине того, что в конце 1919 года марковские части лишились командования и при отступлении попали в окружение у села Алексеево-Леоново (район современного города Торез Донецкой области), потеряли значительную часть личного состава и не смогли решить задачу вывоза тела Маркова из Новочеркасска.

## Сочинения

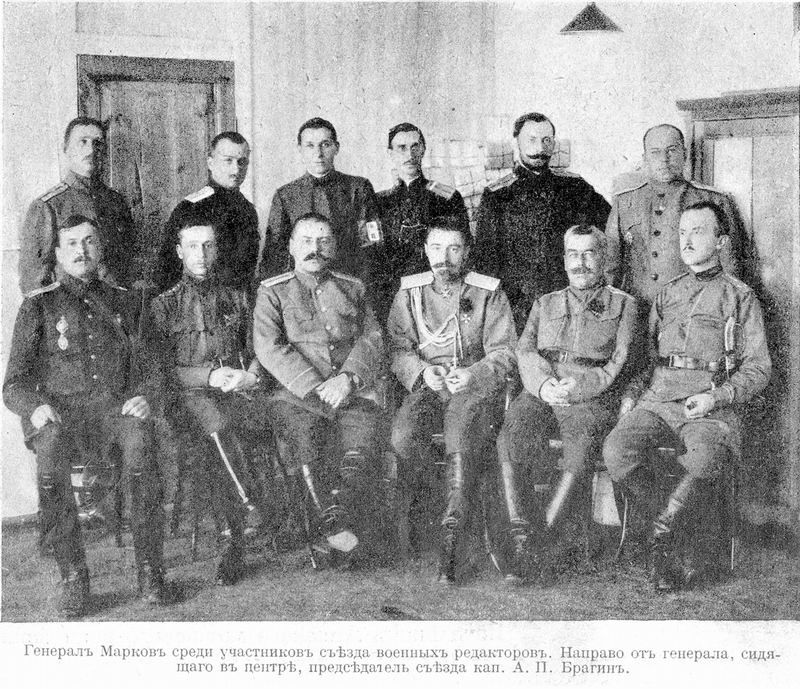
Марков среди участников съезда военных редакторов (сидит третий справа), 1917 год

- Приказы Скобелева в 1877-1878 гг. / Составил и редактировал Генерального штаба капитан Марков. — СПб., б/г.
- С. Л. М. Еще раз о Сандепу. 1-й Сибирский армейский корпус в боях под Хейгоутаем с 11 по 15 января 1905 года. Из дневника офицера, причисленного к Генеральному штабу. — СПб., б/г.
- Марков, капитан. Операция на реке Шахэ. Действия Восточного отряда генерал-лейтенанта Штакельберга // Сост. А. Баиов Русско-японская война в сообщениях академии Генерального штаба. — СПб., 1906. — С. 305—339.
- Марков С. Л. Записки по истории Русской армии. 1856—1891. — СПб., 1910.
- Гиссер Г. Г., Марков С. Л. Военная география России (прикладная часть). Исследование отдельных театров военных действий. — 1—2 изд. — СПб.: Типография Штаба войск Гвардии и Петербургского военного округа, 1909, 1911.
- Гиссер Г. Г., Марков С. Л. Военная география иностранных государств. — СПб.: Типография Штаба войск Гвардии и Петербургского военного округа, 1911.
- Бобин, Марков, Менжинский. География внеевропейских стран. — Петроград, 1915.

## Военные чины и звания
- Вступил в службу юнкером рядового звания на правах вольноопределяющегося 1-го разряда (01.09.1895)
- Унтер-офицер (12.08.1896)
- Портупей-юнкер (12.12.1896)
- Подпоручик (08.08.1898; ст. 12.08.1896)
  - Подпоручик гвардии (06.08.1899; ст. 08.08.1898)
- Поручик гвардии (06.12.1902; ст. 08.08.1902)
- Штабс-капитан гвардии (за успехи в науках... , 31.05.1904; 08.06.1904 причислен к Генеральному штабу)
- Капитан Генерального штаба (04.06.1905; переведен в Генеральный штаб)
- Подполковник Генерального штаба (06.12.1909; ст. 29.03.1909)
- Полковник Генерального штаба (06.12.1913; с 16.06.1916 — старшинство 06.12.1911)
- Генерал-майор Генерального штаба (11.10.1916; ст. 06.12.1915)
- Генерал-лейтенант Генерального штаба (16.08.1917)

## Награды
- Орден Святой Анны 4-й степени с надписью «За храбрость» (18.09.1904; утв. 19.03.1905)[4]
- Орден Святого Станислава 3-й степени с мечами и бантом (14.12.1904; утв. 10.07.1905)[4]
- Орден Святой Анны 3-й степени с мечами и бантом (18.03.1905; утв. 11.05.1906)[4]
- Орден Святого Станислава 2-й степени с мечами (10.04.1905; утв. 1906)[4]
- Орден Святого Владимира 4-й степени с мечами и бантом (18.09.1905; утв. 16.03.1906)[4]
- Орден Святой Анны 2-й степени (06.12.1908)[4]
- Орден Святого Владимира 3-й степени (15.01.1915)[4]
- Мечи к ордену Святого Владимира 3-й степени (25.06.1915)
- Мечи к ордену Святой Анны 2-й степени (11.10.1915)[4]
- Орден Святого Георгия 4-й степени (17.10.1915)  …за то, что 29 марта 1915 года в районе д. Комарники, атаковал и взял после упорного боя высоту 783, чем в высокой степени способствовал овладению укреплённой позицией на высоте 825 у д. Высоцко-Нижне.[4]
- Георгиевское оружие (10.12.1915)  …за то, что командуя полком, занимавшим весьма важные позиции от реки Сана на высоту 618 до лощины Творильни, отражал с 14-го по 17-е февраля 1915 года яростные многочисленные атаки  превосходящих сил австрийцев, удержав за собой позицию.[4]
- Орден Святого Станислава 1-й степени с мечами (09.04.1917)
- Высочайшее благоволение за отличия в делах...  (дважды: 10.01.1916 и 04.02.1916)[4]

медали:
- «В память русско-японской войны» (18.08.1906)[4]
- «В память 200-летия Полтавской битвы» (31.10.1909)[4]
- «В память 100-летия Отечественной войны 1812» (25.01.1913)[4]
- «В память 300-летия царствования дома Романовых» (31.03.1913)[4]

знак отличия:
- Знак 1-го Кубанского (Ледяного) похода 1-й степени (1918, посмертно)

иностранные:
- черногорский орден Князя Даниила I 3-й степени (12.09.1908)[4]
- бухарский орден Благородной Бухары 3-й степени (1910)[4]

## Оценки
Исследователь В. В. Литвинов пишет, что Марков, по мнению современников, «принадлежал к плеяде генералов скобелевского типа, сочетающих в себе личную храбрость и талант полководца»:113. В среде современных российских исследователей частыми являются оценки Маркова как офицера-патриота, безупречно служившего Родине:57:71.
Соратник и друг Маркова генерал Деникин писал о нём: «В его ярко-индивидуальной личности нашёл отражение пафос добровольчества, свободного от тёмного налёта наших внутренних немощей, от разъедающего влияния политической борьбы. Марков всецело и безраздельно принадлежал армии. Судьба позволила ему избегнуть политического омута, который засасывал других». «Он любил Родину, честно служил ей — вот и всё», — резюмировал свою характеристику Деникин:52—53.
В среде всех поколений «белой» эмиграции образ Маркова имел отождествление с «рыцарем без страха и упрёка»:115. И представители эмиграции, и российские исследователи в целом сходятся во мнении, что в его лице русская армия потеряла одного из самых перспективных офицеров своего поколения.
В Советском Союзе в отношении Маркова, как и других белых генералов, был сформирован негативный образ. Литвинов пишет, что писатель Алексей Толстой в романе «Хождение по мукам» предпринял попытку «подкорректировать» образ генерала, написав о нём:

Марков был из тех людей, дравшихся в мировую войну, которые навсегда отравились её трупным дыханием; с биноклем на коне или с шашкой в наступающей цепи, командуя страшной игрой боя, он, должно быть, испытывал ни с чем не сравнимое наслаждение. В конце концов, он мог бы воевать с кем угодно и за что угодно. В его мозгу помещалось немного готовых формул о боге, царе и отечестве. Для него это были абсолютные истины, большего не требовалось. Он, как шахматный игрок, решая партию, изо всего мирового пространства видел только движение фигур на квадратиках. Он был честолюбив, надменен и резок с подчиненными. В армии его боялись, и многие таили обиды на этого человека, видевшего в людях только шахматные фигуры. Но он был храбр и хорошо знал те острые минуты боя, когда командиру для решающего хода нужно пошутить со смертью, выйдя впереди цепи с хлыстиком под
секущий свинец.
— Толстой А. Н. Хождение по мукам. — Днепропетровск: Промінь, 1979. — Т. 1. — С. 330—331. — 376 с. — 75 000 экз.
Аналогичное представление Маркова было и в экранизации этого художественного произведения в СССР в 1974 году (телесериал «Хождение по мукам», исполнитель роли — актёр Георгий Соколов).
Поручик Резак Бей Хаджиев, адъютант генерала Лавра Корнилова, о Маркове времён Быховского заточения вспоминал: «Генерал Марков по натуре своей был офицером старой русской кавалерии — бесшабашный, море по колено, жизнь радостная, душа нараспашку». Далее поручик в доказательство этого приводил эпизод, как Марков, чтобы избавиться от мрачного настроения, предлагал арестованным вместе с ним генералам поиграть в чехарду.

## Память

Памятник Маркову в Сальске (2017)

### В «белом» движении
Посёлок у станции Торговой в 1918 году был выделен в город и полтора года назывался Марков. После установления на Дону в 1920 году советской власти город был переименован в Сальск.
Имя Маркова в Добровольческой армии было присвоено Офицерскому полку, а затем и развернутых на его основе отдельных цветных (марковских) частей. Аналогичное название данные воинские части носили и в эмиграции, где также создали несколько эмигрантских организаций с именем Маркова в названии.
17 июня 1919 года в составе Вооружённых сил Юга России в Джанкое из Бронепоезда № 3 Крымско-Азовской армии был сформирован лёгкий бронепоезд «Генерал Марков», участвовавший в боях на территории Юга России в 1919—1920 годах.

### В современной России
В 2001 году художник Римма Былинская написала портрет генерала Маркова. В этом же году в Москве в издательстве «Посев» вышло в свет капитальное издание «Марков и марковцы», основанное на архивных документах и воспоминаниях соратников генерала. В 2012 году было осуществлено дополненное и переработанное переиздание этой книги.
В октябре 2002 года в кафедральном Свято-Вознесенском соборе города Новочеркасска был открыт памятный киот в честь Сергия Радонежского как небесного покровителя генерала Сергея Маркова и марковцев.
13 декабря 2003 года в городе Сальске Ростовской области состоялось открытие бронзового памятника генералу Маркову, который стал первым в России памятником военачальнику Белого движения.
Авторы памятника — народный художник РФ В. А. Суровцев, удостоенный в 2009 году премии Правительства РФ за цикл памятников на историческую и военно-патриотическую тему, и его сын Данила.

## В искусстве
- Михаил Шолохов. «Тихий Дон».
- Алексей Толстой. «Хождение по мукам»
- Валентинов А. Капитан Филибер. Роман / авторская редакция. — М.: Эксмо, 2007. — 480 с. — (Стрела Времени: Миры Андрея Валентинова). — 5100 экз. — ISBN 978-5-6990-24655-7.
- Телесериал Хождение по мукам (1977), серия 9-я — Георгий Соколов[42]
- В белогвардейской песне «Смело вперёд за Отчизну святую» (1919) поётся «Как под Медведовкой лихо там дралися, Марков там был генерал. С ним в бронированный поезд ворвалися, и большевик побежал…»[43]

### Исследования и научно-популярная литература
- Ангел-хранитель: памяти генерала Маркова // Вестник первопоходника. — Лос-Анджелес, 1963. — Вып. 17. — С. 13—14.
- Гагкуев Р. Г. Генерал Марков // Марков и марковцы / Под ред. В. Ж. Цветкова, сост. Р. К. Гагкуев, Н. Л. Калиткина, В. Ж. Цветков. — книга. — Москва: Посев, 2001. — С. 9—58. — 552 с. — (Белые воины). — 2000 экз. — ISBN 5-85824-146-8. Архивировано 19 декабря 2013 года.
- Залесский К. А. Кто был кто в Первой мировой войне. — М.: АСТ; Астрель, 2003. — 896 с. — 5000 экз. — ISBN 5-17-019670-9. — ISBN 5-271-06895-1.
- Калиткина Н. Л. «Я смерти не боюсь». Генерал-лейтенант С. Л. Марков // Марков и марковцы / Под ред. В. Ж. Цветкова, сост. Р. К. Гагкуев, Н. Л. Калиткина, В. Ж. Цветков. — книга. — Москва: Посев, 2001. — С. 59—72. — 552 с. — (Белые воины). — 2000 экз. — ISBN 5-85824-146-8. Архивировано 19 декабря 2013 года.
- Литвинов В. В. Гражданская война в России и генерал С. Л. Марков // Вопросы духовной культуры. — С. 109—119.
- Николаев К. Н. Белый Витязь // Часовой. — Париж, 1958. — Вып. 388 (6). — С. 12.
- Семёнова Елена. Генерал С.Л. Марков. И жизнь, и смерть за счастье Родины // Голос эпохи : литературно-общественный журнал. — Вып. 2 (409), 1(0209). Архивировано 2 апреля 2015 года.
- Софронов Игорь. И жизнь, и смерть — за счастье Родины // Братишка : журнал подразделений специального назначения. — 2009. — Вып. 4. — ISSN 977160677001. Архивировано 2 апреля 2015 года.
- Чибирнов А. Герои русского сопротивления – генерал С.Л.Марков. Наследство шефа // Галлиполийский вестник. — 1938, 1 июля. — Вып. 61.
- Веригин В. Генерал-лейтенант Сергей Леонидович Марков - солдат, гражданин и патриот // Вестник первопоходника : орган союза участников 1-го Кубанского ген. Корнилова похода. — Лос-Анджелес, 1968, август-сентябрь. — Вып. 82—83. — С. 9—12.

### Воспоминания и документы
- А. Г. (анонимный автор). Из встреч с генералом Марковым // Донская волна : журнал. — Екатеринодар, 1918, 24 июня. — Вып. 3. — С. 5—6.
- Павлов В. Е. Доклад генерала Маркова. Бой у станции Шаблиевская. Смерть генерала Маркова. Похороны генерала Маркова (главы из книги «Марковцы в боях и походах за Россию») // Марков и марковцы / Под ред. В. Ж. Цветкова, сост. Р. К. Гагкуев, Н. Л. Калиткина, В. Ж. Цветков. — книга. — Москва: Посев, 2001. — С. 205—217. — 552 с. — (Белые воины). — 2000 экз. — ISBN 5-85824-146-8. Архивировано 19 декабря 2013 года.
- Марковцы в боях и походах за Россию в освободительной войне 1917—1920 годов. В 2 т. / Сост. В. Е. Павлов. — Париж: Тип. Сергея Березняка, 1962. — Т. 1. — 796 с.
  - Переиздание: Марковцы в боях и походах. 1918-1919 гг. / Авт.-сост. В.Е. Павлов.. — М.: Вече, 2019. — 448 с. — (Окаянные дни). — 500 экз. — ISBN 978-5-4484-0710-9.
- Демьяненко Я. Маленькое воспоминание о генерале С. Л. Маркове // Военная быль. — 1961. — Вып. 51. — С. 20.
- Деникин А. И. Генерал Марков // Очерки русской смуты. — Издание Поволоцкого. — Париж, 1921. — Т. 1. Вып. 1. Крушение власти и армии. Февраль-сентябрь 1917 г. — С. 94—101.
- Сиверс А.М. Дневник. 1916-1919 / сост., предисл., коммент. А.Б. Гуларян. — М.: Кучково поле, 2019. — 600 с. — 500 экз. — ISBN 978-5-9950-0933-7.
- Эльснер Е. Ф. Памяти генерала С. Л. Маркова // Жизнь. — Ростов-на-Дону, 1919, 13 июня.